# Parler pour parler (émission de télévision)
Pour les articles homonymes, voir Parler pour parler.
Parler pour parler est une émission de télévision québécoise de discussions diffusée entre le 29 septembre 1984 et le 3 juin 1994 sur Radio-Québec le vendredi en deuxième partie de soirée, aux alentours de 22 h. Elle est l'une des premières émissions de télévision à exposer publiquement la sphère privée de personnes qui n'étaient pas des figures publiques.

## Concept
En soirée, autour d'une table, Janette Bertrand reçoit des convives – la grande majorité du temps des personnes inconnues du grand public – le temps d'un souper pour discuter ouvertement et démystifier avec eux un tabou qui les concerne tous. L'émission aborde des sujets interdits ou très privés pour l'époque, comme la transidentité, la prostitution, la gestation pour autrui, la vie après avoir commis un meurtre, etc. D'autres sujets moins controversés ont également été abordés comme la difficulté d'hommes d'exprimer leurs émotions, la jalousie amoureuse ou bien le divorce.

## Présentation
- Hôte : Janette Bertrand
- « Violette », la cuisinière : Diane Jules
- Garçon de table (1993-1994) : Claude Laroche
- Spécialiste invité (1994) : Guy Corneau

## Parodies
Forte de sa popularité, l'émission est parodiée à plusieurs reprises. Dans le documentaire Janette Bertrand, à l'aube d'être centenaire, Janette Bertrand confie avoir été blessée, les assimilant à de « mauvaises critiques ».
- 1985 : Dans un sketch du Bye Bye, la rejetée Violette (interprétée par Pauline Martin) met du poison dans le vin de Janette Bertrand (interprétée par Dominique Michel) pour la remplacer à l'animation de l'émission.
- 1987 : Rock et Belles Oreilles fait une parodie de l'émission renommée pour l'occasion Parler pour rien dire. Janette les a invités pour une émission diffusée en avril 1992[3].
- 1988 : Casse-Tête
- 2015 : Lors de la remise des Prix Gémeaux, un pastiche par Alex Perron[4]